# IDS中心
IDS中心（英語：IDS Center）是美國明尼亞波利斯的一座摩天大樓，高241公尺、55層樓，1973年完工，是明尼亞波利斯最高的建築物。IDS中心的名稱來自於美通金融的前身多元投資人服務（Investors Diversified Services，IDS）。